# Egon Albrecht
Pour les articles homonymes, voir Albrecht.
Egon Albrecht (né le 19 mai 1918 à Curitiba, Brésil et décédé le 25 août 1944), était un as de la Luftwaffe et récipiendaire de la Croix de chevalier de la Croix de fer pendant la Seconde Guerre mondiale.